# Palazzo Ducale (Genua)

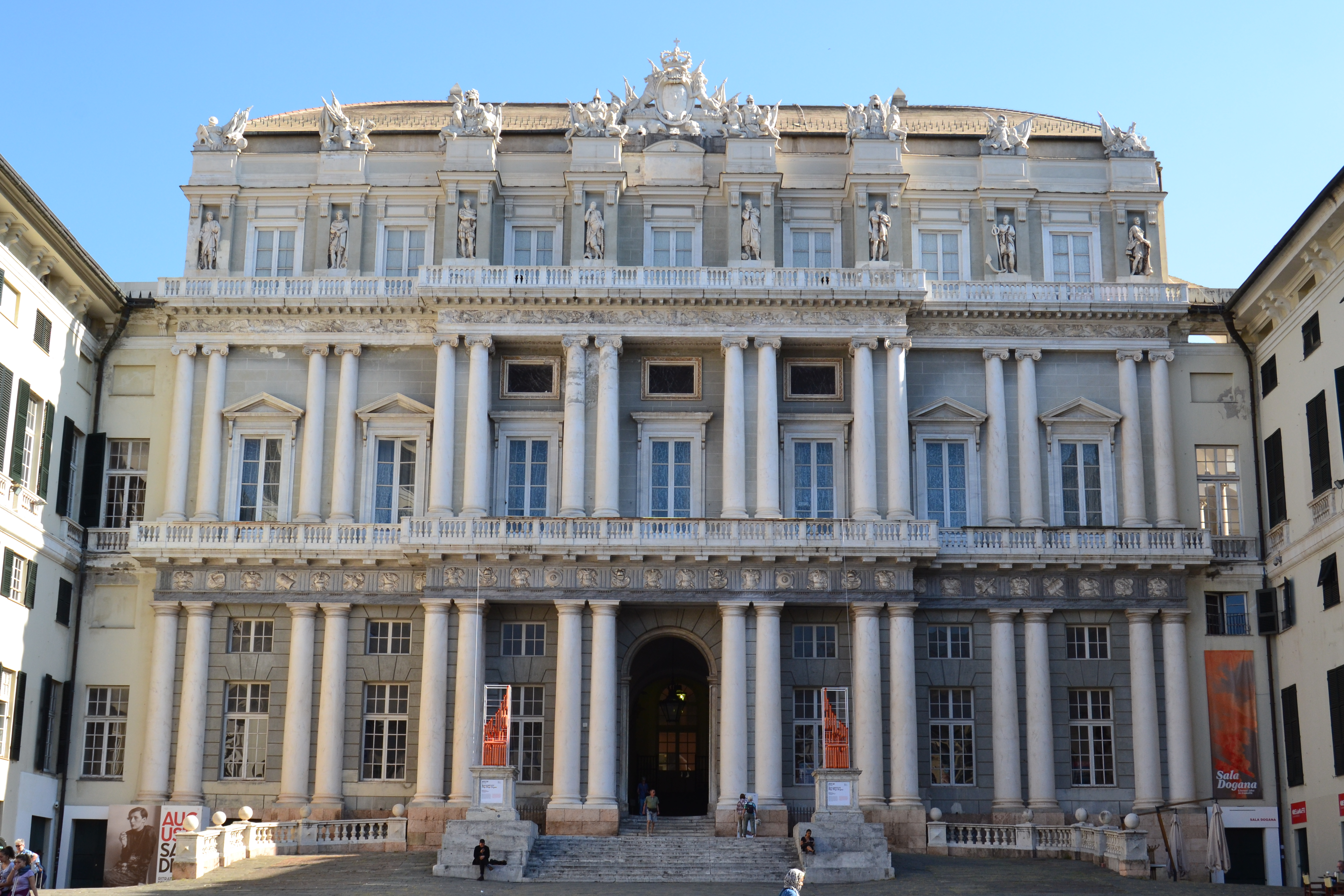
Palazzo Ducale von der Piazza Matteotti aus gesehen

Der Palazzo Ducale war seit 1339 Residenz der Dogen der Stadtrepublik Genua. An der Piazza De Ferrari beziehungsweise an der Piazza Matteotti gelegen, stellt der Palazzo den Mittelpunkt der Stadt Genua dar und ist heute ein wichtiges Kulturzentrum.

## Geschichte
Der Palazzo wurde Ende des 13. Jahrhunderts in einer Zeit erbaut, in der Genua als Compagna Comunis organisiert war. Ab 1291 wurde er von den führenden Gemeindevertretern als Residenz verwendet. 
Mit der Einführung des Dogenamtes wurde der Palazzo zum offiziellen Sitz des Oberhauptes. Unter Antoniotto Adorno fanden erstmals größere bauliche Veränderungen statt, die seine Nachfolger fortsetzten.

## Nutzung seit der Restaurierung 1992

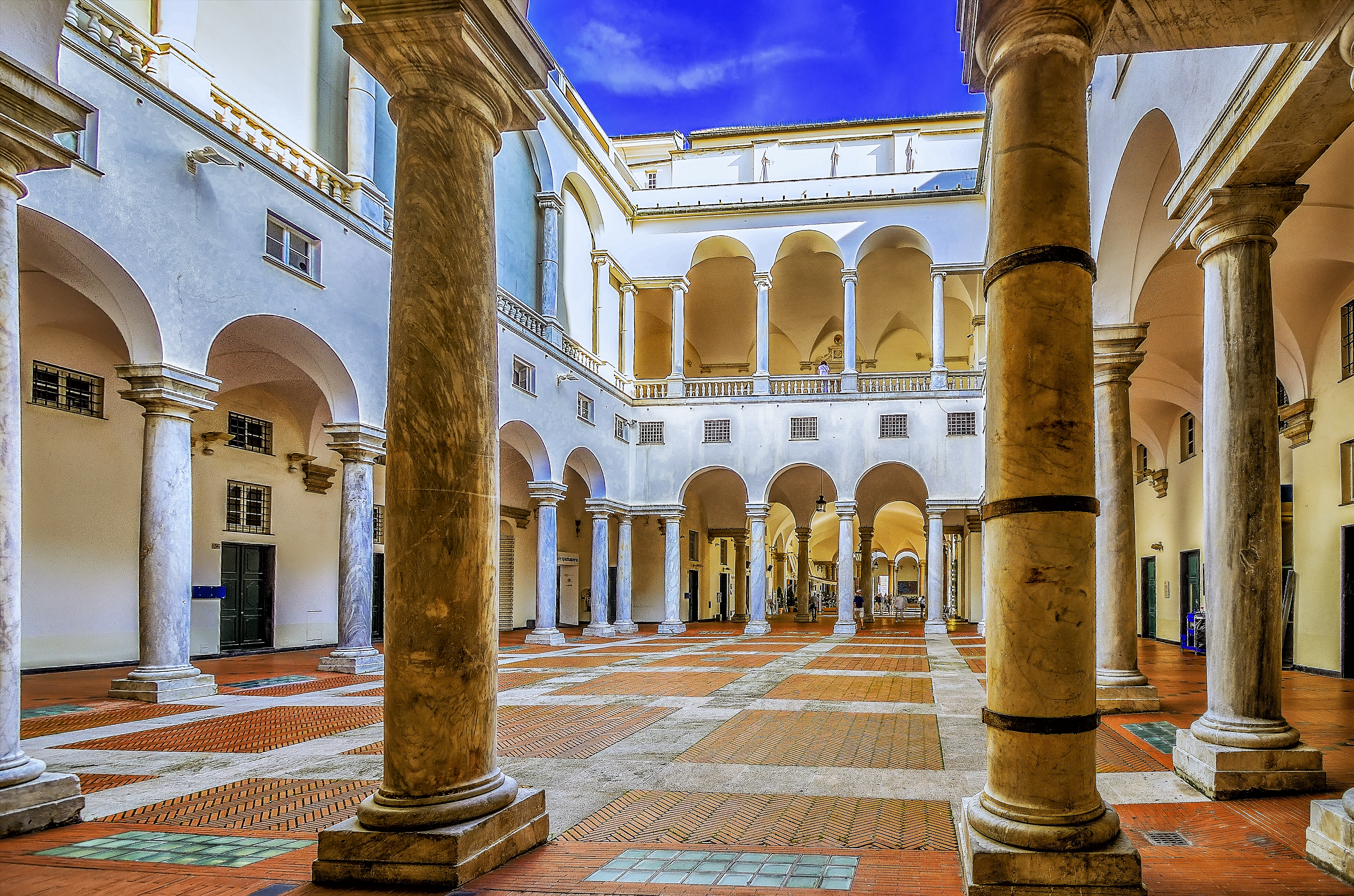
Innenhof

Bevor der Palazzo 1992 anlässlich des Kolumbusgedenktags restauriert wurde, war er lange Zeit vernachlässigt worden. Für einen längeren Zeitraum war er außerdem Sitz der Justizbehörde, bis diese in den Justizpalast an der Portoria umzog.
Auf der Beletage des Palazzo Ducale finden Ausstellungen, Konzerte, Konferenzen etc. statt (in den Sälen des Großen und des Kleinen Rats, Maggiore/Minore Consiglio). Im Innenhof und den Bogengängen findet man kleine Geschäfte und Restaurants.
2001 war der Palazzo Ducale der Sitz des G8-Gipfel 2001 unter dem Vorsitz des damaligen Premiers Silvio Berlusconi.